# 6 a.C.
Il 6 a.C. (VI a.C. in numeri romani) è un anno  del I secolo a.C.

## Eventi
Tiberio lascia Roma e si ritira a Rodi. 

## Morti
- Deiotaro Filadelfo, re